# Mevo Hama
Mevo Hama (tiếng Hebrew: מְבוֹא חַמָּה) là một khu định cư của Israel và kibbutz ở Cao nguyên Golan. Ngôi làng cực nam ở Golan, nó nằm 2 kilômét (1,2 mi) từ Biển hồ Galilee ở độ cao 350 mét (1.150 ft) trên mực nước biển và thuộc thẩm quyền của Hội đồng khu vực Golan. Năm 2017 nó có dân số 398 người. [1]
Cộng đồng quốc tế coi các khu định cư của người Israel ở Cao nguyên Golan là bất hợp pháp theo luật pháp quốc tế, nhưng chính phủ Israel tranh chấp điều này.

## Lịch sử
Khu định cư thứ hai của Israel được thành lập tại Golan sau Chiến tranh Sáu ngày năm 1967, nó được xây dựng trên một căn cứ quân sự của Syria có tên là "Emrit Ez Edeen",  từ đó người Syria đã bắn vào kibbutzim ở biên giới (Ein Gev và HaOn). Vào tháng 1 năm 1968, một số thành viên của kibbutzim xung quanh đã tập hợp và quyết định thành lập một khu định cư mới trong khu vực và vào tháng 9 đã giải quyết các tàn tích của căn cứ. Họ được tham gia vào năm 1971 bởi một số nhóm thanh niên từ Israel, Úc và Anh. Tên của khu định cư, có nghĩa là Cửa ngõ, hoặc Cách tiếp cận, Suối nước nóng, đề cập đến Hamat Gader gần đó, đã được tác giả Mattityahu Shalem trao cho nó.